# Blokmaker

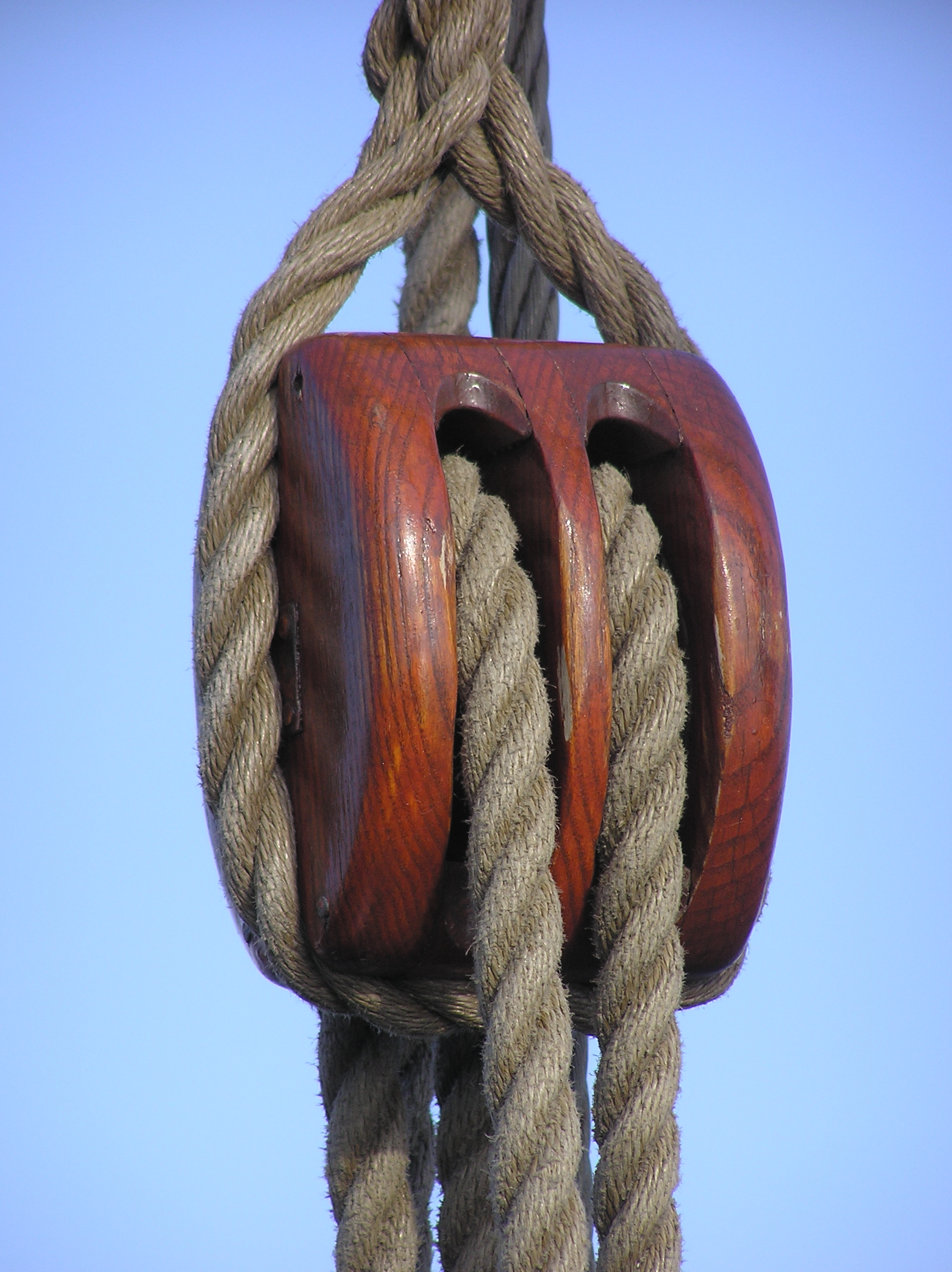
Katrol

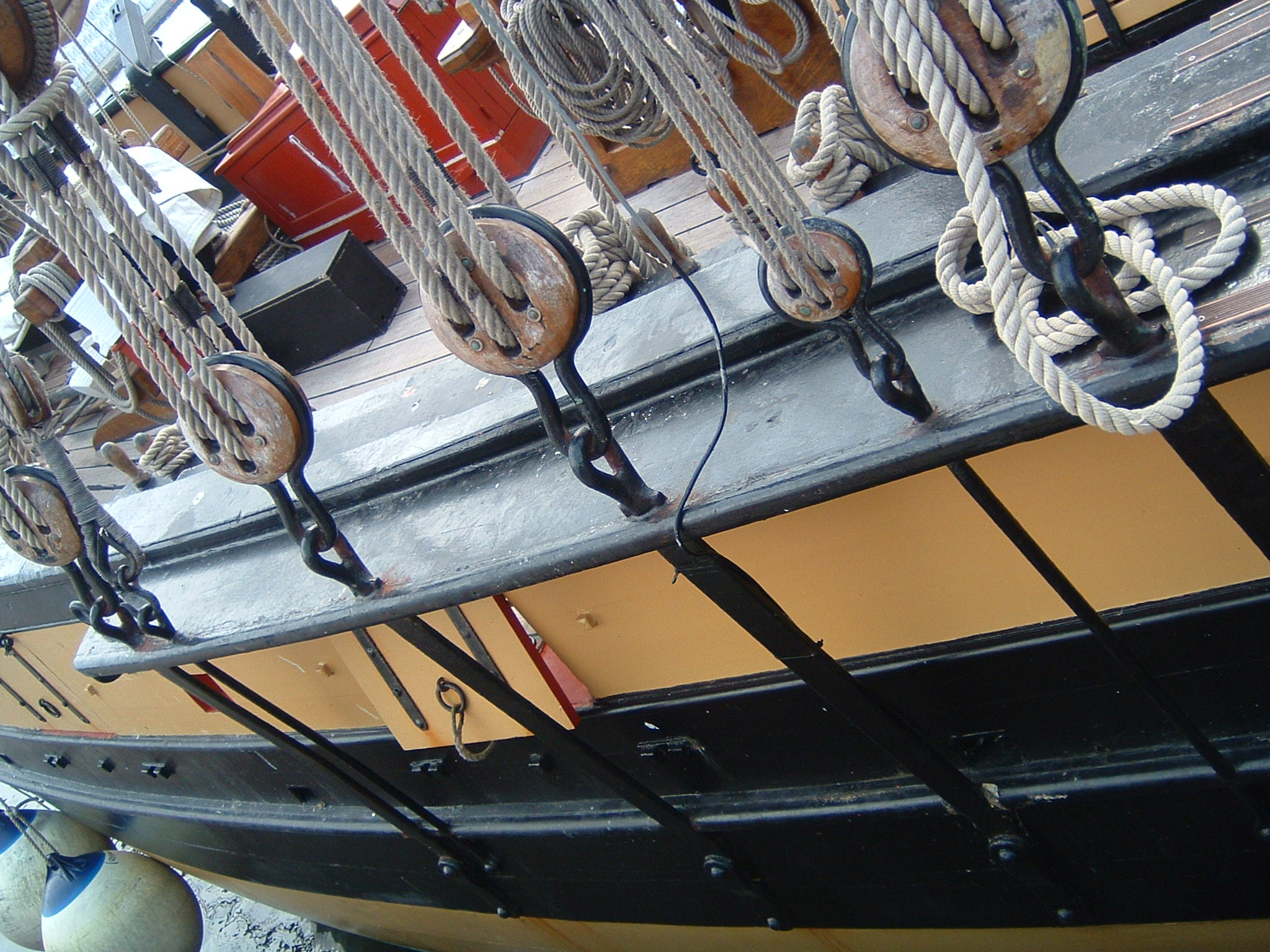
Jufferblokken

Blokmaker was in de scheepsbouw het ambacht voor het vervaardigen van blokken, ook wel katrol genoemd. Een in de zestiende en zeventiende eeuw onmisbaar ambacht; benodigd in de scheepsbouw, de werkplaats waar het ambacht werd beoefend stond bekend als blokkenmakerij.
Een blok is een apparaat om touwwerk in verschillende richtingen te kunnen leiden, tevens in gebruik als samenstellend deel van takelconstructies en talies. Een blok werd vervaardigd van hout, en wordt naar het aantal schijven genoemd: één- twee- of drieschijfsblok enz. Een houten blok kan uit één stuk worden gemaakt, maar gebruikelijker is, zeker bij meer-schijfsblokken, een constructie die bestaat uit twee wangen die door dammen op een vaste afstand worden gehouden, terwijl bij meerschijfsblokken de schijven door dunne schotjes worden gescheiden. Het geheel wordt dan verstevigd en doorverbonden met houten pennen.
Houten blokken zijn gestropt; wat wil zeggen: zij worden door een touwen strop of grommer omvat, die in de neuten (gleuven) van de wangen wordt ingelaten, of zij zijn van ijzeren beslag voorzien, met een al of niet draaiende nok (haak). De schijven zijn van pokhout of ijzer vervaardigd en draaien om een nagel of bout, die door de wangen en schijven gaat.
Een kinnebaksblok is een blok waarbij één wang open is, zodat een tros in het blok kan worden gelegd zonder dat men die behoeft in te scheren.
Zeilschepen hebben een zeer groot aantal blokken in de tuigage (enige honderden) van verschillende vorm en grootte. Bijvoorbeeld: brasblokken, boelijnblokken, toppeneindblokken, jufferblokken, schenkelblokken, vioolblokken, al naar het gebruik of de wijze van samenstelling in talies.
Op koopvaardijschepen en bij marineschepen vindt men een groot aantal blokken, onder andere in het laadgerei en in de sloepstakels, waarbij het blok is voorzien van een zelfremmende onderblok; alleen wanneer de aan het onderblok aangebrachte hefboom wordt gelicht, kan de takelconstructie worden gevierd en zal de sloep zakken.